# Puchar Wysp Owczych w piłce nożnej (1969)
W 1969 roku odbyła się 15. edycja Pucharu Wysp Owczych. Brały w nim wówczas udział jedynie drużyny z pierwszej klasy rozgrywek na archipelagu. Finał zakończył się wynikiem, dającym zwycięstwo drużynie HB Tórshavn nad B36 Tórshavn. Turniej miał trzy fazy:
- Runda wstępna
- Półfinały
- Finał

## Uczestnicy
W Pucharze Wysp Owczych wzięły udział drużyny z najwyższego poziomu rozgrywek na archipelagu.
| Meistaradeildin 1969 5 drużyn                                       |
| - B36 Tórshavn - HB Tórshavn - KÍ Klaksvík - TB Tvøroyri - VB Vágur |

## Terminarz
| Runda         | Data meczu          |
| ------------- | ------------------- |
| Runda wstępna | 8 czerwca 1969      |
| Półfinały     | 2 i 3 sierpnia 1969 |
| Finał         | 14 września 1969    |

## Przebieg rozgrywek

### Runda wstępna
| Drużyna 1      | Wynik | Drużyna 2   |
| -------------- | ----- | ----------- |
| 8 czerwca 1969 |       |             |
| KÍ Klaksvík    | 1:0   | TB Tvøroyri |

| 8 czerwca 1969 | KÍ Klaksvík          | 1:0   | TB Tvøroyri |                                                        |
|                | Sofus Baldvinsson 3' | (1:0) |             | Gundadalur, Tórshavn Sędzia: Egga Jensen (HB Tórshavn) |

### Półfinały
| Drużyna 1       | Wynik | Drużyna 2   |
| --------------- | ----- | ----------- |
| 2 sierpnia 1969 |       |             |
| HB Tórshavn     | 3:2   | VB Vágur    |
| 3 sierpnia 1969 |       |             |
| B36 Tórshavn    | 2:0   | KÍ Klaksvík |

| 2 sierpnia 1969 | HB Tórshavn                           | 3:2   | VB Vágur                                 |                                                       |
|                 | Poul Michelsen 10', 65' · Heri Nolsøe | (1:0) | 70' Hanneman Müller · 88' Eyðun Johansen | Gundadalur, Tórshavn Sędzia: Dia Olsen (B36 Tórshavn) |

| 3 sierpnia 1969 | B36 Tórshavn                | 2:0   | KÍ Klaksvík |                      |
|                 | Tórstein Magnussen 73', 76' | (0:0) |             | Gundadalur, Tórshavn |

### Finał
| 14 września 1969 | HB Tórshavn · Eyðfinn Lamhauge 35' · Heri Nolsøe 40' | 2:0(2:0)Raport | B36 Tórshavn | Gundadalur, Tórshavn Sędzia: Ludvig Jónsson (KÍ Klaksvík) |
|                  |                                                      |                |              |                                                           |

|               |   |                      |
|               |   |                      |
| BR            | ? | Regin Árting         |
| OB            | ? | Bjarni Clementsen    |
| OB            | ? | Dánjal Jákup Thomsen |
| OB            | ? | Jóhan Nielsen        |
| OB            | ? | Poul Michelsen       |
| PO            | ? | Jóan Pætur Midjord   |
| PO            | ? | Sverri Jacobsen (C)  |
| PO            | ? | Kári Helmsdal        |
| PO            | ? | Eyðfinn Lamhauge     |
| NA            | ? | John Eysturoy        |
| NA            | ? | Heri Nolsøe          |
| Trener:       |   |                      |
| Jóhan Nielsen |   |                      |

|    |   |                     |
|    |   |                     |
| BR | ? | Ólavur Olsen (C)    |
| OB | ? | Magnus Fuglø        |
| OB | ? | Hákun Egholm        |
| OB | ? | Eifinn Nolsøe       |
| PO | ? | Odmar Færø          |
| PO | ? | Tobbi Mikkelsen     |
| PO | ? | Kristjan á Neystabø |
| PO | ? | Jógvan Martin Mørk  |
| ?? | ? | Johnny Joensen      |
| ?? | ? | Napoleon Joensen    |
| ?? | ? | Bjarni Johansen     |

| Zdobywca Pucharu Wysp Owczych 1969 |
| ---------------------------------- |
| HB Tórshavn 8. tytuł               |